# Herman Miller (Unternehmen)
Herman Miller, Inc. ist ein US-amerikanischer Möbelhersteller mit Sitz im Ottawa County, Michigan.

## Geschichte
Das Unternehmen begann 1905 unter dem Namen Star Furniture Company mit der Herstellung von Schlafzimmermöbeln. Im Jahre 1923 übernahm Herman Miller die Anteilsmehrheit am Unternehmen und firmierte es in Herman Miller Furniture Company um. Dirk Jan (D.J.) De Pree, Schwiegersohn Millers und ehemals Präsident bei Star Furniture, übernahm diesen Posten nun bei Herman Miller Inc. Vier Jahre später gründete er die Herman Miller Clock Company, deren Leitung er ebenfalls übernahm und die später unter dem Namen seines Bruders als Howard Miller Clock Company weitergeführt wurde.
Mit der Präsentation der Executive Office Group, designed by Gilbert Rohde, begann 1941 der Erfolgsweg von Herman Miller Inc. auf dem Gebiet der Büromöbel. 1946 wurde der Architekt und Designer George Nelson erster Design Director des Unternehmens. Mit Charles und Ray Eames konnten im selben Jahr die wichtigsten Designer der 2. Moderne an das Haus gebunden werden. Für Herman Miller Inc. entwarf das Ehepaar Eames eine bedeutende Anzahl Wohn- und Büromöbel, die in der Mehrzahl noch heute produziert werden und als „Designklassiker“ gelten. Bedeutender Textildesigner des Hauses wurde 1951 Alexander Girard. Das Unternehmen Vitra übernahm 1957 von Herman Miller die Produktionsrechte für die Herstellung von Eames-Möbeln in Europa.
Auch die Designer Paul László und Isamu Noguchi entwarfen für Herman Miller.
Im April 2021 wurde die Übernahme von Knoll durch Herman Miller für 1,8 Milliarden Dollar angekündigt. Die Übernahme wurde am 19. Juli 2021 abgeschlossen, und das Unternehmen wurde in MillerKnoll umbenannt.